# Formes verbals no finites
Les formes verbals no finites o no personals són les formes d'un verb que no tenen marques de temps, que permeten localitzar una situació respecte al moment de l’acte de parla. En català són l'infinitiu, el gerundi i el participi. L'edició de 2020 de la Gramàtica Essencial de la llengua catalana fa servir el terme «no finita», Pompeu Fabra utilitzava el terme «forma verbal no personal».
En català, l'infinitiu simple és el «nom» del verb i en certes locucions pot assemblar-se a un substantiu, tot i que gramaticalment no ho és. Per l'ús, certs infinitius s'han «substantivat». N'existeix un compost fet amb «havent» seguit del participi: «haver cantat».
El gerundi es consideri l'adverbi del verb. En català l'ús és limitat a respondre a la qüestió «com?» de l'acció principal de la frase. Generalment és simultani a l'acció i indica continuïtat. No pot indicar ni una conseqüència, ni tenir valor d'adjectiu copulatiu. N'existeix la forma composta fet amb «havent» i el participi per explicar una valor d'anterioritat: «havent cantat».
El participi es comporta com un adjectiu i té flexions de gènere i de nombre: cantat, cantada, cantats, cantades. Expressa l'estat que resulta d’un procés anterior. En forma absoluta pot reemplaçar una frase que fa referència a un procés de debat que ha culminat amb anterioritat a la situació expressada per la principal.